# Palatul mutantului
Palatul mutantului (în engleză Dinner at Deviant's Palace) este un roman fantastic distopic de aventuri din 1985 scris de Tim Powers. Anul următor, a primit Premiul Philip K. Dick și a fost nominalizat la Premiul Locus pentru cel mai bun roman științifico-fantastic și Premiul Nebula pentru cel mai bun roman. Într-o California devastată de război nuclear, un muzician umil începe o periculoasă căutare de a-și salva dragostea pierdută din ghearele unui cult religios devorator de suflete.

## Prezentare
În secolul al XXII-lea, Orașul Îngerilor este o tragică umbră a ceea ce a fost odinioară, fiind demult ruinat și remodelat de un dezastru nuclear. Înainte de a fi într-o trupă în Ellay, Gregorio Rivas a fost un răscumpărător, salvând sufletele pierdute prinse de cultul Jaybirds condus de puternicul maniac Norton Jaybush. Rivas a sperat că acele zile vor rămâne în urmă, dar o rugăciune disperată a unui oficial puternic îl atrage înapoi în joc. Recompensele vor fi abundente dacă o va putea smulge pe Urania, fiica oficialului și prima dragoste a lui Gregorio, din ghearele sinistre ale lui Jaybush. Pentru a face acest lucru, răscumpărătorul renăscut trebuie să se confrunte cu hemogoblinii care sug sânge și alte monstruozități în drumul său către descoperirea secretelor finale ale acestei civilizații neo-californiene.

## Traduceri
A fost tradus în franceză (Le palais du déviant), germană (Zu Tisch in Deviants Palast), italiană (Il palazzo del mutante) sau română.
- Tim Powers, Palatul mutantului, Editura Baricada, Colecția Fantasia 305, 1994, ISBN 973-9081-32-0 traducere de Radu Paraschivescu[5]

## Legături externe
- en  Istoria publicării lucrării Palatul mutantului la Internet Speculative Fiction Database